# Biadaczew
Biadaczew is een plaats in het Poolse district  Sieradzki, woiwodschap Łódź. De plaats maakt deel uit van de gemeente Burzenin en telt 97 inwoners.